# Harlind Libbrecht
Harlind Libbrecht  (Kluisbergen, 26 oktober 1959 – La Coruña, 8 januari 2025) was een Belgisch muzikant. Hij was een van de oprichters van de Belgische folkrockgroep Kadril, waarin hij zong en mandoline, dulcimer, steelgitaar en lap-steelgitaar speelde.

## Biografie
Harlind Libbrecht wordt op 26 oktober 1959 geboren als tweede in een gezin van vier kinderen. Hij groeit op in Kluisbergen. Gedurende zijn jeugd trekken natuur en landschap zijn belangstelling. Hij wordt docent landschaps- en tuinarchitectuur in Gent.
Op 29 december 1976 richten een stel middelbare scholieren die elkaar kennen van jeugd- en natuurbeweging Wielewaaljongeren (huidige Jeugdbond voor Natuur en Milieu) de groep Kadril op. Harlind vormt samen met zijn broers Peter en Erwin, Bart De Cock, Willy Aelvoet, Jan Van den Haute en nog enkele andere muzikanten de groep Kadril op. Hij was binnen die groep de zanger met snor en paardenstaart.

## Overlijden
Aan de optredens met Kadril kwam in 2018 een abrupt einde doordat Libbrecht werd getroffen door een zware hersenbloeding. Vanaf dat moment kon hij niet meer zelfstandig functioneren en takelde hij in de loop van de jaren die daarop volgen verder af. 

Met zijn gezin verhuisde hij mee naar La Coruña in Spanje, waar hij enkele jaren door familie verzorgd werd. Libbrecht overleed op 8 januari 2025 op 65-jarige leeftijd.